# OpenAI o1
OpenAI o1 — генеративна попередньо навчена трансформерна модель (GPT). Попередній перегляд o1 було випущено компанією OpenAI 12 вересня 2024 року. o1 витрачає час на «роздуми» перед відповіддю, що робить його більш здатним до складних завдань міркування, наукових та програмних завдань порівняно з GPT-4o. Повна версія була випущена для користувачів ChatGPT 5 грудня 2024 року.

## Історія

### Передісторія
Згідно з витоками інформації, o1 раніше був відомий всередині OpenAI як «Q*», а потім як «Strawberry». Кодова назва «Q*» вперше з'явилася в листопаді 2023 року, під час усунення та подальшого відновлення Сема Альтмана, коли з'явилися чутки, що ця експериментальна модель показала багатообіцяючі результати в математичних тестах. У липні 2024 року Reuters повідомив, що OpenAI розробляє генеративну попередньо навчену трансформерну модель, відому як «Strawberry», яка пізніше стала o1.

### Випуск
«o1-preview» та «o1-mini» були випущені 12 вересня 2024 для користувачів ChatGPT Plus і Team. GitHub почав тестувати інтеграцію o1-preview у своїй службі Copilot того ж дня. 5 грудня 2024 була випущена повна версія o1.

## Можливості
OpenAI стверджує, що o1 був навчений з використанням нового алгоритму оптимізації та спеціально підібраного набору даних, а також інтеграції навчання з підкріпленням у процес навчання. З січня 2025 року використання API для повної моделі o1 буде обмежено для розробників і тарифікуватиметься користувачам за цінами рівня 5. За словами OpenAI, o1 не замінює GPT-4o, а доповнює його.
o1 витрачає додатковий час на роздуми (генерацію ланцюжка міркувань), що робить його кращим при вирішенні складних завдань, особливо в науці та математиці.

## Обмеження
o1 вимагає більше обчислювальних ресурсів, ніж інші моделі GPT від OpenAI, оскільки генерує довгі ланцюжки міркувань перед видачею відповіді.